# Nicolò Beregan
Nicolò Beregan (ou Berengani, Bergani) (né le 21 février 1627 à Vicence et mort le 17 décembre 1713 à Venise) fut un avocat, poète et librettiste d'opéra italien.

## Biographie
Nicolò Beregan naquit à Vicence, le 21 février 1627. Il reçut à dix-neuf ans, du roi de France Louis XIII, le cordon de Saint-Michel et le titre de chevalier. Sa famille fut agrégée en 1649 à la noblesse vénitienne. Il fut l'un des plus célèbres avocats vénitiens, également fort réputé en tant qu'écrivain et philologue. Il vécut en exil de 1656 à 1660 à la suite d'une querelle avec un commerçant allemand. Il était en relations avec la cour impériale de Vienne et correspondait avec le duc Johann Friedrich von Braunschweig-Lüneburg, important chef de guerre et mécène allié à Venise. Nicolò Beregan mourut à Venise le 17 décembre 1713.
Les livrets de Beregan, généralement écrits dans un style héroïque, furent mis en musique par quelques-uns des plus célèbres compositeurs de son temps et servirent également d'exemple à des librettistes plus jeunes tels que Pietro Pariati.

## Œuvres
- L’Annibale in Capua, drame représenté à Venise, avec la musique de Pietro Andrea Ziani, et imprimé, ibid, 1661, in-12 ; joué de nouveau à Bologne, et réimprimé de même, 1668.
- Il Tito, mis en musique par Antonio Cesti, Venise, 1606, in-12.
- Genserico, mis en musique par Antonio Cesti et Gian Domenico Partenio, Venise, 1669, in-12.
- Eraclio, mis en musique par Ziani, Venise, 1671, in-12.
- Ottaviano Cesare Augusto, mis en musique par Giovanni Legrenzi, Venise, 1682, in-12.
- Giustino, mis en musique par Giovanni Legrenzi et Antonio Vivaldi, Venise, 1683, in-12. C’est celui de tous ses drames qui eut le plus grand succès. Il fut remis au théâtre, et réimprimé à Gênes, à Brescia, à Bologne, à Vérone, et enfin à Bologne en 1711, avec une nouvelle musique de Tomaso Albinoni.
- Istoria delle guerre d’Europa, dalla comparsa delle armi ottomane nell’Ungheria l’anno 1683, Venise, 2 vol. in-4°. Ces deux parties devaient être suivies de quatre autres, dont on sait même que deux étaient sous presse en 1700 ; mais elles n’ont jamais paru.
- Composizioni poetiche consistenti in rime sacre, eroiche, morali ed amorose, Venise, 1702, in-12.
- Opere di Claudio Claudiano tradotte ed arricchite di erudite annotazioni, Venise, 1716, 2 vol. in-8°. Cet ouvrage, qui ne parut que trois ans après la mort de l’auteur, est le plus estimé des siens. Il y avait plus d’un rapport entre Claudien et son traducteur, aussi trouve-t-on dans cette version beaucoup de fidélité et une facilité singulière à se plier aux formes du style et aux tours de l’original. Les notes, sans être aussi érudites que le titre l’annonce, prouvent cependant des connaissances, et sont utiles pour l’intelligence du texte. La traduction et les notes ont été insérées, en 1756, dans les vol. 11, 12 et 13 de la collection des traductions italiennes de tous les anciens poètes latins, imprimées avec le texte à Milan, in-4°.